# 格利澤450
格利泽450是一顆位於大熊座附近的紅矮星，距離地球約28.5光年。